# El dinar al camp (Paul Cézanne)
El dinar al camp (Le Déjeuner sur l'herbe) és un oli sobre tela de 21 × 27 cm pintat per Paul Cézanne vers els anys 1873-1875 i dipositat al Museu de l'Orangerie de París.

## Context històric i artístic
Aquest petit quadre, que representa una sortida al camp, pot relacionar-se amb una sèrie de bacanals i de pastorals generalment datades entre el 1873 i el 1878 (les quals són una mostra de l'admiració que Cézanne sentia pels quadres de Poussin que havia vist i copiat al Museu del Louvre). El títol és, de forma manifesta, una al·lusió a la celebrada tela d'Édouard Manet (El dinar campestre, Museu d'Orsay), però no és segur que fos el mateix Cézanne qui l'hi posés.

## Descripció
Pel que fa a la composició, l'escena té lloc en un poble i està organitzada al voltant d'una dona asseguda al mig d'un grup de joves, la silueta de la qual es perllonga en el pinacle de l'església (potser la de Sant Joan de Malta d'Ais de Provença). Els personatges es distribueixen a banda i banda d'un eix vertical delineat ací per la figura femenina situada al centre. La simplificació de les formes i el sentit direccional de les pinzellades dificulten la comprensió d'aquesta escena. El recurs ben visible a pinzellades paral·leles i l'ordenament rigorós de les figures anuncien les sèries posteriors de Banyistes.